# حسین ولی‌اوغلو
حسین ولی‌اوغلو (متولد حسین دورماز؛ ۱ ۱۹۵۲–۱۷ ژانویه ۲۰۰۰) رهبر حزب‌الله کردستان، یک سازمان افراطی ستیزه‌جو در اوایل دهه ۱۹۹۰ بود. او در سال ۲۰۰۰ توسط پلیس ترکیه کشته شد.

## زندگی
ولی‌اوغلو در اول ژانویه ۱۹۵۲ در باغوزو، گرچوش، استان باتمان در خانواده‌ای کرمانجی‌زبان از قبیله حابیزبینی به دنیا آمد. او از عثمان و فاطمه دورماز به عنوان کوچک‌ترین فرزند از ۵ فرزند متولد شد. او دورماز را به‌عنوان نام خانوادگی مناسب نمی‌دانست و در سال ۱۹۷۸ نام‌خانوادگی خود را به‌طور قانونی به ولی‌اوغلو (به معنی پسر ولی) تغییر داد. خانواده او در میان کردها به نام خاندان «مالا ولی» («خانه ولی») معروف بودند که ولی نام پدربزرگ پدری او بود.
او ملی‌گراتر شد و تا آنجا که می‌توانست شروع به مطالعه تاریخ کُرد کرد. او دانش فراوانی به‌ویژه در زمینه جغرافیا به دست آورد و از همه «کوه‌ها، نهرها، جنگل‌ها، جاده‌ها، روستاها و مکان‌های تاریخی» کردستان و همچنین ایل‌های کُرد و محل زندگی آنها آگاه بود. او حتی زبان‌شناسی کُردی را مطالعه کرد و دربارهٔ لهجه‌های مختلف کُردی، محل تکلم آنها و تاریخچه آنها اطلاعات زیادی داشت.
ولی‌اوغلو و عبدالله اوجالان در دانشکده علوم سیاسی دانشگاه آنکارا همکلاسی بودند. در سال ۱۳۵۷ در حالی که هنوز دانشجو بود ازدواج کرد و صاحب ۷ پسر و ۴ دختر شد. زمانی که ولی‌اوغلو در دانشگاه بود، در سال ۱۹۷۸ به اتحاد ملی دانشجوهای ترکیه (م‌ت‌ت‌ب) پیوست و در سال ۱۹۸۰ آن را تَرک کرد. م‌ت‌ت‌ب از سال ۱۹۴۶ تا سال ۱۹۶۰ یک سازمان ملی‌گرای تُرک، ملی‌گرای اسلامی تُرک در دهه ۱۹۶۰ و کاملاً اسلام‌گرا از سال ۱۹۷۰ تا زمان تعطیلی آن پس از کودتای ۱۹۸۰ بود.
ولی‌اوغلو مدعی شد که جدایی طلبی کُردها یک حق کامل است و نه یک جنبش ملی گرایانه ناعادلانه و بی‌دلیل مانند ناسیونالیسم تُرک یا عرب. او ضمن حمایت از جنبش‌های جدایی طلب کرد در هر چهار کشور، عمدتاً بر ترکیه تمرکز داشت. وی مدعی شد که کُردها باید ناسیونالیست باشند و جدایی طلبی را در اولویت قرار دهند، زیرا دشمنان کُردها هرگز ناسیونالیسم خود را کنار نخواهند گذاشت و به ظلم به کُردها ادامه خواهند داد. ولی‌اوغلو از کُردها خواست که تابع تُرک‌ها نباشند، به تُرکی صحبت نکنند، به ترکیه وفادار نباشند و هرچه تُرک‌ها می‌گویند باور نکنند. وی همچنین مدعی شد که مسلمان بودن دشمنان کُردها نیز دلیلی برای تسلیم شدن کُردها و پذیرش وضعیت خود نیست. وی همچنین خواستار آن شد که کُردستان مستقل ابتدا روابط خوبی با کشورهای مسلمان برقرار کند و سپس بر کشورهای غیر اسلامی تمرکز کند.
او در دوران رهبری حزب‌الله، بارها تلاش کرده بود تا با پ‌ک‌ک یک جبهه متحد علیه ترکیه تشکیل دهد، هرچند که عمدتاً به دلیل بی‌میلی پ‌ک‌ک شکست خورده بود. با وجود امتناع وی از مبارزه با پ.ک.ک، پس از حملات مکرر پ‌ک‌ک علیه حزب الله، درگیری آغاز شد. او از دشمنی بین پ‌ک‌ک و حزب‌الله متنفر بود و تلاش‌های زیادی برای پایان دادن به درگیری‌ها انجام داد، از جمله به حزب‌الله دستور داد که فقط برای دفاع از خود با پ‌ک‌ک بجنگد و پس از حملات پ‌ک‌ک به دنبال تلافی نباشد. او مدعی شد که این درگیری فقط به نفع ترکیه بوده و باید از آن اجتناب می شد. به گفته یکی از ماموران بازنشسته JITEM، ترکیه پیشنهاد کمک به حزب الله علیه پ‌ک‌ک را داده بود، هرچند ولی اوغلو آن را رد کرد و بار دیگر بر نفرت خود از ترکیه و خوش بینی خود برای صلح بین حزب الله و پ.ک.ک تاکید کرد. درگیری‌ها بین حزب‌الله و پ‌ک‌ک در سال 1995 پایان یافت، هرچند تا سال 1998 هیچ آتش‌بسی رسمی وجود نداشت.
ولی‌اوغلو پس از دستگیری عبدالله اوجالان، تحت تعقیب‌ترین مرد ترکیه بود. ولی‌اوغلو یک ملی‌گرای قومی کرد بود و به دنبال یک کشور کرد مستقل بود، در حالی که اوجالان مخالف ملی‌گرایی بود و کنفدرالیسم دموکراتیک، چندگانگی فرهنگی، بین‌الملل‌گرایی را ترجیح می داد و تنها خودمختارگرایی در داخل ترکیه خواست. دلیل اصلی درگیری بین ولی‌اوغلو و اوجالان اختلاف بر سر اینکه چه کسی رهبر جنبش کرد در ترکیه بوده است. ولی اوغلو و اوجالان شروع به آشتی کردند و نزدیک به پایان کار هر دوی آنها، روابط خوبی با یکدیگر داشتند.
ولی‌اوغلو در سال ۱۹۸۷ حزب‌الله کردستان را تأسیس کرد و با هدف تشکیل کردستان به عنوان یک دولت مستقل پیش رفت. ولی‌اوغلو بر اهمیت صحبت کردن به زبان کُردی با پیروانش تأکید کرد و همچنین از منطقه آنها به جای «آناتولی جنوب شرقی» به عنوان «کردستان شمالی» یاد کرد. ولی‌اوغلو در زندگی روزمره خود به کُردی کُرمانجی صحبت می‌کرد و حتی زمانی که رفقایش با او ترکی صحبت می‌کردند به کُردی پاسخ می‌داد. ولی‌اوغلو در رسیدن به اهداف خود بسیار افراطی بود و حتی زنان را از صحبت کردن به ترکی به عنوان راهی برای پرورش نسلی کاملاً کُردزبان منع کرد.
ولی‌اوغلو به داشتن هوش سرشار معروف بود. او با وجود اینکه تحت تعقیب ترین مرد در ترکیه بود، با موفقیت از  چنگ مقامات فرار کرد و در سفر به کشورهای دیگر هرگز دستگیر نشد.
ولی‌اوغلو نیز بارها به ایران سفر می‌کرد. ایران در سال ۱۹۹۶، زمانی که ولی‌اوغلو با علی خامنه‌ای بر سر مسائل مذهبی مناظره کرد، حمایت خود را متوقف کرد. ولی‌اوغلو مدعی شد که خامنه‌ای در تلاش برای جذب او به تشیع بسیار اصرار داشت که ولی‌اوغلو نپذیرفت و بار دیگر تأکید کرد که او شافعی است. ولی‌اوغلو از تفریق بین سنی‌ها و شیعیان پرهیز کرد و گفت: «ما شیعیان را به مسلمانان و برادران می‌شناسیم.»
ولی‌اوغلو در سال ۱۹۹۸ به کردستان عراق سفر کرد و نزد عثمان عبدالعزیز، رهبر جنبش اسلامی کردستان و مجاهدین کردستان آموزش ارتشی و سیاسی دید. ولی‌اوغلو همچنین به همراه ۳۰۰ رزمنده کُرد حزب‌الله به شهر سوران سفر کرد تا از ادهم بارزانی آموزش ببیند.
در 17 ژانویه 2000، ولی اوغلو حدود ساعت 1:30 صبح برای دعا از خواب بیدار شد و بیدار ماند. دیگر اعضای بلندپایه حزب الله در خانه بودند. مدت کوتاهی پس از خواندن نماز ظهر، صدای ضربات پلیس ترکیه به در را شنیدند. ولی اوغلو به دوستانش گفت که اسلحه های کلاشینکف خود را بگیرند و آنها کنار در صف کشیدند تا به پلیس شلیک کنند. ولی اوغلو در جبهه بود. وقتی پلیس در را شکست، با گلوله برخورد کرد و تیراندازی ادامه یافت تا اینکه ولی اوغلو و یکی از دوستانش جان باختند. پلیس پس از مشاهده کشته شدن ولی اوغلو، آنجا را ترک کرد و به سرعت بازگشت و دو عضو باقی مانده حزب الله را دستگیر کرد. ادیپ گوموش، یکی از دوستان نزدیک ولی‌اوغلو، مدعی شد که ولی‌اوغلو قبل از مرگش اغلب می‌گفت: «انشاءالله از دست دشمن سالم نه شوم». تشییع‌کنندگان ترک حاضر به آماده‌سازی جسد او نشدند و او را در سردخانه رها کردند تا اینکه پس از 20 روز به خاک سپرده شد که طی آن بین هوادارانش و پلیس ترکیه در هنگام دفن وی درگیری رخ داد.‌ ولی‌اوغلو در بتمن به خاک سپرده شد و قبر او اغلب مورد بازدید حامیانش قرار می گیرد، جایی که آنها او را به یاد می آورند و به زبان کردی شعار می دهند. طرفداران ولی‌اوغلو از او به عنوان "شهید رهبر" یاد می کردند.